# Деян (деспот)
Деян Драгаш (ок. 1310 — ок. 1366) — крупный сербский феодал, севастократор при Стефане Уроше IV Душане (1331—1355) и деспот Велбужда при Стефане Уроше V (1355—1371).

## Биография
Точное происхождение Деяна неизвестно. Раньше историки предполагали, что Деян был родственником другого сербского магната Йована Оливера, правившего в Македонии, но больше так не считается. Чешский историк К. Ю. Иречек предполагал, что Деян был воеводой Деяна Манджака, который упоминается в грамоте от 1333 года, в которой король Сербии Стефан Урош IV Душан продает Стон и Превлаку Венецианской республике.
В 1346 году сербский король Стефан Урош IV Душан в Скопье был торжественно коронован как «царь Сербов и Греков». Коронацию провел недавно назначенный сербский патриарх Иоанникий II. Стефан Урош пожаловал своему сыну и наследнику Стефану Урошу королевский титул и назначил номинальным правителем сербских земель. На церемониях присутствовали сербские магнаты, среди них был севастократор Деян, наместник Пчини.
Кроме Деяна, крупными сербскими магнатами являлись деспот Симоен Урош, правитель Эпира и Акарнании, деспот Йован Комнин Асень, наместник Южной Албании, деспот Йован Оливер (воевода и губернатор Овче-поле), севастократор Бранко Младенович, губернатор Охрида, цезарь Григорий Прелюб (воевода и правитель Фессалии), цезарь Войхна (губернатор Драма) и цезарь Гргул (воевода Полога).
Деян Драгаш с 1347 года был женат на Теодоре Неманич, сестре сербского царя Стефана Уроша Душана. Он владел большим уделом в области Куманово, к востоку от Скопска-Црна-Гора. Первоначально Деян ему принадлежал жупы Жеглигово и Прешево (современный регион Куманово с Средореком, Козяком и большей части Пчини). Стефан Урош V позднее передал Деяну во владение районы Струма и Кюстендила.
Деян построил Земенский монастырь и реконструировали несколько церковных зданий на всей территории своих владений.
Деян был одним из видных государственных деятелей правления Стефана Уроша IV Душана и во время падение Сербского царства после его смерти. Деян Драгаш был родоначальником рода сербского дворянского орда Деяновичей.
После смерти царя Стефана Уроша IV Душана деспот Йован Оливер, его брат и севастократор Деян управляли всей Восточной Македонией. В 1355 году папа римский Иннокентий VI обратился к Деяну Драгашу с письмом, в котором просил его поддержать создание союза между католической церковью и Сербской православной церковью. Такие же письма были направлены к представителям высшей знати и духовенства.

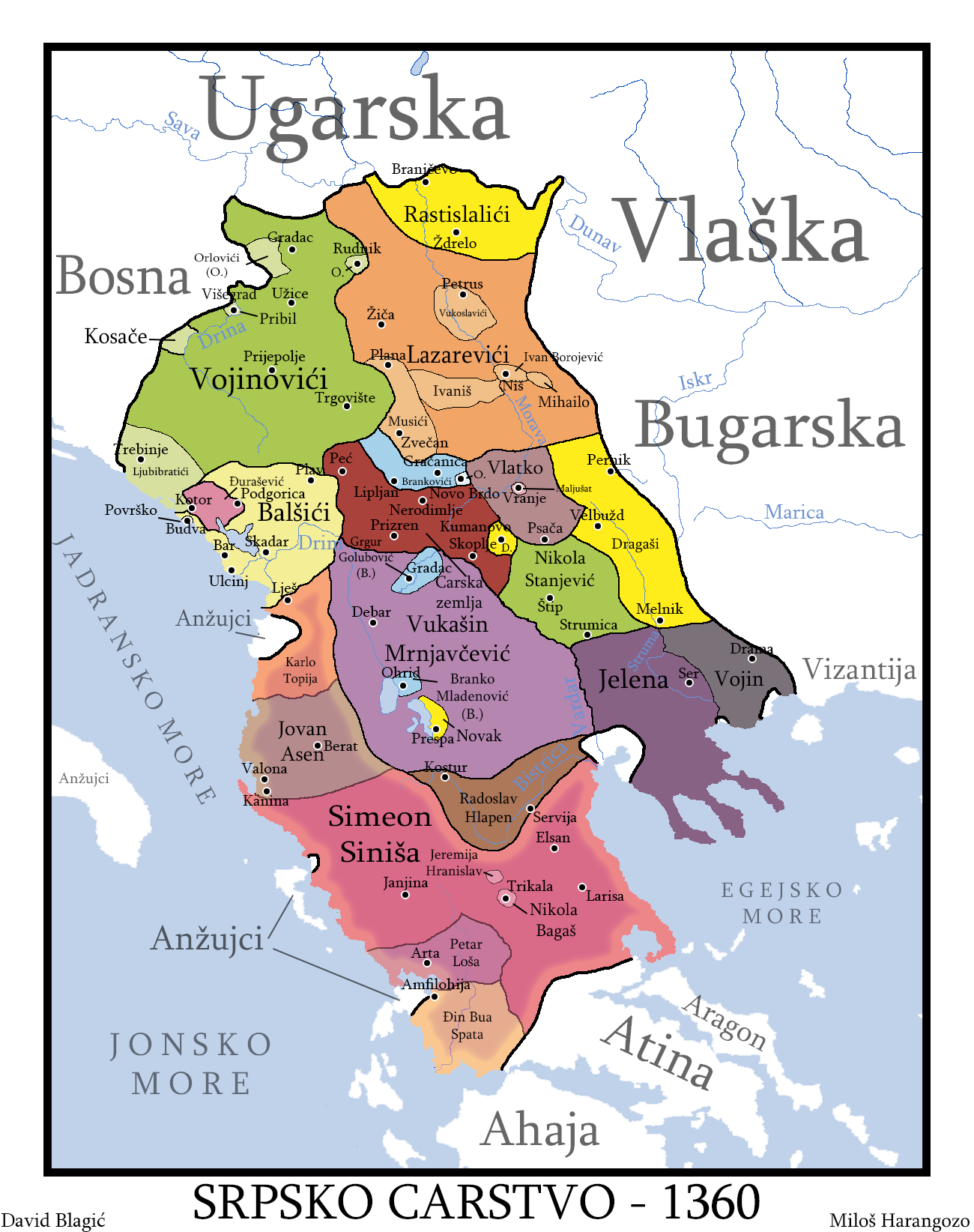
Сербское царство в правление царя Стефана Уроша V (1360 год)

В правление короля Сербии Стефана Уроша V (1355—1371) Деян Драгаш ещё больше увеличил свои удельные владения в Вельбуждском деспотстве. Новый монарх передал под его контроль Южную Мораву, Пчиню, Скопска-Црна-Гора, верховья р. Струмы с Кюстендилом. Владения Деяна были расположены в самом сердце Балкан и важная дорога Виа-де-Зента, торговый путь, соединяющий Адриатическое море с внутренней частью Балканского полуострова.
Сербский историк Милош Благоевич также сообщал, что Деян занимал должность логофета (1362—1365). Он упоминался как посланник сербского монарха вместе с Гргулом в мирных переговорах с Дубровицкой республикой, которая находилась в состоянии войны с Воиславом Войновичем из-за Южной Далмации. 22 августа 1362 года был заключен мир в Огоноште. В награду сербские послы Деян и Гргул получили 100 червонцев.
После смерти сербского феодала Воислава Войновича, великого князя Хума, в 1363 году многие сербские дворяне в греческих землях стали более амбициозны, они стали более независимы от сербского короля. При жизни Воислав Войнович занимал первое место среди сербской знати. После его смерти Вукашин Мрнявчевич, который при царе Стефане Уроше Душане занимал должность жупана, то есть правителя «жупы» (округа или района) Прилепе, быстро приобрел расположение его преемника Стефана Уроша. Король Сербии пожаловал ему титул деспота. В 1365 году Стефан Урош провозгласил его соправителем и королём. Вукашин Мрнявчевич быстро отрекся от сюзерена и в 1366 году стал самостоятельным правителем.
Около 1366 года Деян Драгаш скончался. После смерти Деяна его домен, за исключением жуп Жеглигово и Верхней Струмы, получил сербский дворянин Влатко Паскачич, чьи наследственные владения (Слависте) находились к югу. Вельбуждское деспоство получил его сын Йован Драгаш. Вукашин Мрнявчевич стал самым влиятельным и сильным феодалом в Македонии после смерти Воислава Войновича, Деяна Драгаша и Йована Оливера.
Йован Драгаш, старший сын Деяна, получил титул деспота от сербского царя Стефана Уроша. Он, а затем его младший брат Константин получили большую часть владений Йована Оливера. Братья Деяновичи управляли обширными землям в Восточной Македонии и сохраняли верность Стефану Урошу вплоть до его смерти в 1371 году.
Сербский царь Стефан Урош V скончался в декабре 1371 года. В сентябре того же года турки-османы разгромили в битве на реке Марица сербское войско под командованием братьев Вукашина и Углеши Мрнявчевичей. Сербское царство распалось на отдельные и независимые друг от друга феодальные владения во главе с Марко Мрнявчевичем, братья Деяновичами, Георгием Балшичем, Вуком Бранковичем, Николой Алтомановичем Войновичем и Лазарем Хребеляновичем. После 1371 года Йован и Константин Деяновичи ещё более увеличил свои владения, они стали править на левом берегу р. Вардар, от Куманово до Струмицы. Марко Мрнявчевич, Йован и Константин Деяновичи признал себя вассалами Османской империи.

## Дети
Деян и Теодора имели трёх детей:
- Йован Деянович (ок. 1343 — ок. 1378) — сербский деспот при царя Стефане Уроше, османский вассал (1373—1378)
- Константин Деянович (до 1355—1395) — сербский деспот, вассал султана (1378—1395)
- Теодора Деяновна (ок. 1356—1371), 1-й муж с 1356 года Жарко, правитель Нижней Зеты, 2-й муж после 1371 года Георгий I Балшич (ум. 1379), князь Зеты.